# Synchirus gilli
Synchirus gilli és una espècie de peix pertanyent a la família dels còtids i l'única del gènere Synchirus.

## Descripció
- Fa 7 cm de llargària màxima.
- Aleta caudal arrodonida.
- Aletes pèlviques petites.[2][3]

## Alimentació
Menja crustacis petits.

## Hàbitat
És un peix marí, demersal i de clima temperat (59°N-32°N).

## Distribució geogràfica
Es troba al Pacífic oriental: des de Sitka (Alaska) fins a l'illa San Miguel (sud de Califòrnia, els Estats Units).

## Costums
Pot aferrar-se al fons amb les seues aletes pectorals i pèlviques.

## Observacions
És inofensiu per als humans.